# Mo'Kalamity
  Mo'Kalamity    () és un cantant de roots reggae francesa d'origen capverdià que canta principalment en anglès. Empra la música reggae pera donar veu als més desafavorits, i en les seves lletres tracta tant la unitat d'Àfrica com l'exili i l'emancipació de la dona.

## Trajectòria
Monica Tavares va néixer a l'illa de Santiago, encara que amb cinc anys i mig va emigrar amb els seus pares a l'Estat francès a la recerca de millors condicions de vida. Va créixer a l'Illa de França i quan era adolescent va descobrir diferents gèneres musicals que la van influir com ara el soul, el gòspel, el blues i el jazz. No obstant això, la va captivar el reggae pel seu ritme i el seu groove, reconeixent-se a si mateixa a través d'artistes jamaicans orgullosos dels seus orígens africans.
Entre els anys 2000 i 2001 va fer de corista per a l'artista de reggae King Malik, i el 2002 va començar la seva carrera en solitari. El 2004 va formar també el grup The Wizards.
L'àlbum de debut de Mo'Kalamity, Warriors of Light, es va publicar el 2006. Les cançons estan arranjades per Johnson Makende, exlíder del grup de reggae caribeny Exode, i la seva companya Anne Riou. A l'octubre del 2013 es va publicar l'àlbum Freedom Of The Soul. A principis del 2017 va viatjar a Kingston per a gravar el seu quart àlbum, One Love Vibration, en col·laboració amb Sly Robbie. El 2018 Mo'Kalamity va publicar un senzill titulat «Le pouvoir» en col·laboració amb Tiken Jah Fakoly.

## Discografia
- Warriors of Light (2006)
- Deeper Revolution (2009)
- Freedom of the Soul (2013)
- One Love Vibration (2018)
- Shine (2024)